# Cyperus afrodunensis
Cyperus afrodunensis är en halvgräsart som beskrevs av Kaare Arnstein Lye. Cyperus afrodunensis ingår i släktet papyrusar, och familjen halvgräs. Inga underarter finns listade i Catalogue of Life.